# Länsväg 158
De Zweedse weg 158 (Zweeds: Länsväg 158) is een provinciale weg in de provincies Hallands län en Västra Götalands län in Zweden en is circa 23 kilometer lang. De weg ligt in het zuiden van Zweden nabij de westkust.

## Plaatsen langs de weg
- Göteborg
- Askim
- Billdal
- Ambjörnhagen
- Gundal en Högås
- Brattås
- Kullavik
- Särö
- Kungsbacka

## Knooppunten
- E6/E20 bij Kungsbacka (einde)